# هونج ليم
هونج ليم (بالإنجليزية: Hong Lim)‏ هو سياسي كمبودي وأسترالي، ولد في 11 نوفمبر 1950 في كمبوديا. حزبياً، نشط في حزب العمل الأسترالي (فرع فكتوريا) ‏. وقد انتخب عضو الجمعية التشريعية فيكتوريا عن دائرة Electoral district of Clarinda ‏ (29 نوفمبر 2014 – 24 نوفمبر 2018) وانتخب عضو الجمعية التشريعية فيكتوريا عن دائرة Electoral district of Clayton ‏ (30 مارس 1996 – 29 نوفمبر 2014).

## وصلات خارجية
- الموقع الرسمي